# John Saxon
John Saxon, właśc. Carmine Orrico (ur. 5 sierpnia 1936 w Nowym Jorku, zm. 25 lipca 2020 w Murfreesboro) – amerykański aktor, który na przestrzeni 60 lat pracował nad ponad 200 projektami filmowymi i telewizyjnymi. Występował w westernach i horrorach, często grając policjantów i detektywów.
Zdobywca nagrody Złotego Globu w nieistniejącej już kategorii „najlepsza wschodząca gwiazda – aktor” (1958). Odtwórca roli Ropera w filmie Roberta Clouse’a Wejście smoka (1973) i porucznika Dona Thompsona w horrorach z serii Koszmar z ulicy Wiązów.

## Życiorys

### Wczesne lata
Pochodził z rodziny włosko-amerykańskiej. Urodził się w Nowym Jorku jako syn Anny (z domu Protettore) i Antonia Orrico, robotnika portowego. W 1953 ukończył szkołę średnią New Utrecht High School w nowojorskiej dzielnicy Brooklyn. Równocześnie uczęszczał do Actors Studio na zajęcia aktorskie Stelli Adler. Jednocześnie imał się różnych zajęć, aby podreperować swój budżet, m.in. był modelem. Jego zdjęcia zwróciły uwagę „łowcy talentów” Henry Wilsona, który zaproponował go wytwórni Universal.

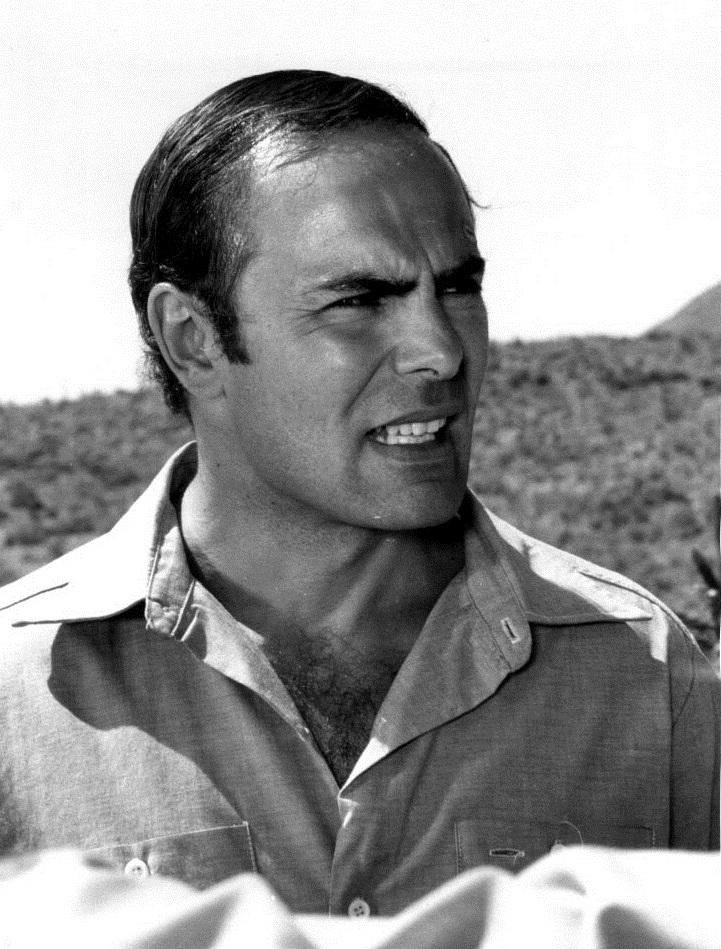
John Saxon (1975)

### Kariera
W wieku 16 lat przybył do Hollywood i zmienił nazwisko na John Saxon. W 1954 po raz pierwszy trafił na duży ekran w dwóch filmach George’a Cukora: komedii romantycznej  To może się zdarzyć każdemu (It Should Happen to You) z Judy Holliday i dramacie muzycznym Narodziny gwiazdy (A Star Is Born) z Judy Garland. W kryminalnym filmie noir Na swobodzie (Running Wild, 1955) pojawił się jako Vince Pomeroy. Rok później (1956) rola gracza baseballowego w filmie Moment nieuwagi (The Unguarded Moment) przyniosła mu sławę i uznanie. Za rolę Billa Tremaine w komedii Blake’a Edwardsa This Happy Feeling (1958) został uhonorowany nagrodą Złotego Globu w kategorii „najbardziej obiecujący nowy aktor”.
Przez kolejne kilka lat występował w całej serii lekkich filmów przeznaczonych dla młodego widza, w których partnerowały mu popularne ówcześnie gwiazdki: Sandra Dee, Luana Patten czy Debbie Reynolds. Jeden z nich trafił także na polskie ekrany – komedia Mr. Hobbs na urlopie (Mr. Hobbs Takes a Vacation, 1962) z Jamesem Stewartem. Swoją pierwszą dramatyczną rolę szeregowego Raymonda Endore’a zagrał w dramacie wojennym Wojenne polowanie (War Hunt, 1962) u boku Roberta Redforda. Jako Chuy Medina w westernie Sidneya J. Furiego Appaloosa (1966) u boku Marlona Brando zdobył nominację do Złotego Globu dla najlepszego aktora drugoplanowego.
Pod koniec lat 60., skuszony przez włoską Cinecittà zaczął grywać w intratnych aczkolwiek mało ambitnych filmach klasy „B”. Były to głównie horrory i spaghetti westerny. Doprowadziły one do marginalizacji aktora na głównym rynku amerykańskim. Można go było oglądać w tak znanych serialach jak Doktor Kildare (1966) czy Kung-fu (1972). Zmieniło się to po wejściu na ekrany kultowego Wejścia smoka (1973), gdzie wystąpił jako mistrz sztuk walki, uzależniony od hazardu zaproszony na wyspę Hana u boku Bruce’a Lee, u którego przedtem brał lekcje sztuk walki. W telewizyjnej serii NBC Najwięksi bohaterowie Biblii (Greatest Heroes of the Bible) – pt. Sąd Salomona (The Judgement of Solomon, 1978) zagrał postać Adoniasza. Dużą popularność zyskał jako porucznik Donald Thompson w kasowym hicie Wesa Cravena Koszmar z ulicy Wiązów (1984). Nie zaniedbywał również szklanego ekranu. W operze mydlanej Dynastia (1982–1984) zagrał postać Rashida Ahmeda, potężnego potentata z Bliskiego Wschodu, brata Farouka (Kabir Bedi), romansującego z Alexis (Joan Collins), dopóki nie rozpoczął kontaktów biznesowych z Blakiem Carringtonem (John Forsythe). W miniserialu NBC Liz: Historia Elizabeth Taylor (Liz: The Elizabeth Taylor Story, 1995) z Sherilyn Fenn w roli tytułowej zagrał Richarda Brooksa, reżysera Kotki na gorącym blaszanym dachu. W jednym z odcinków serialu CSI: Kryminalne zagadki Las Vegas (2005) wystąpił w roli Waltera Gordona.

## Życie prywatne
14 stycznia 1967 zawarł związek małżeński z Mary Ann, z którą miał syna Antonia (ur. 31 stycznia 1971). 27 grudnia 1979 doszło do rozwodu. 14 czerwca 1987 ożenił się z Elizabeth, z którą rozwiódł się 12 września 1992. 29 sierpnia 2008 poślubił Glorię Martel.
Zmarł 25 lipca 2020 w Murfreesboro w Tennessee na zapalenie płuc w wieku 83 lat.

## Filmografia

### Filmy
- 1954: Narodziny gwiazdy (niewymieniony w czołówce)[12]
- 1955: Running Wild jako Vince Pomeroy
- 1956: The Unguarded Moment jako Leonard Bennett
- 1959: The Big Fisherman jako książę Voldi
- 1960: Nie do przebaczenia jako Johnny Portugal
- 1962: War Hunt jako szeregowy Raymond Endore
- 1963: Kardynał jako Benny Rampell
- 1965: The Night Caller jako dr Jack Costain
- 1966: Appaloosa jako Chuy Medina
- 1967: Winchester ’73 (TV) jako Dakin McAdam
- 1968: One Dollar Too Many jako Clay Watson
- 1969: Śmierć rewolwerowca jako Lou Trinidad
- 1972: Joe Kidd jako Luis Chama
- 1973: Wejście smoka jako Roper
- 1974: Planet Earth jako Dylan Hunt
- 1974: Czarne święta jako porucznik Ken Fuller
- 1975: Strange New World (TV) jako kapitan Anthony Vico
- 1976: Violent Naples jako Francesco Capuano
- 1977: Atak na Entebbe (TV) jako generał Elad Peled
- 1978: Shalimar jako pułkownik Columbus
- 1979: Elektryczny jeździec jako Hunt Sears
- 1980: Bitwa wśród gwiazd (Battle Beyond the Stars) jako Sador
- 1980 Cannibal Apocalypse jako Norman Hopper
- 1982: Rooster (TV) jako Jerome Brademan
- 1982: Ciemności (Tenebre) jako Peter Bullmer
- 1983: Prisoners of the Lost Universe jako Kleel
- 1984: Koszmar z ulicy Wiązów jako porucznik Donald Thompson
- 1986: Paco – maszyna śmierci jako Francis Turner
- 1987: Koszmar z ulicy Wiązów III: Wojownicy snów jako Donald Thompson
- 1992: Maximum Force jako kapitan  Fuller
- 1994: Nowy koszmar Wesa Cravena jako Donald Thompson
- 1994: Gliniarz z Beverly Hills III jako Orrin Sanderson
- 1996: Od zmierzchu do świtu jako agent FBI Stanley Chase
- 2009: Stare wygi (Old Dogs) jako Paul
- 2009: War Wolves (TV) jako Tony Ford
- 2009: The Mercy Man jako ks. McMurray

### Seriale
- 1963: Prawo Burke’a jako Bud Charney
- 1964: Prawo Burke’a jako Gil Lynch
- 1965: Strzały w Dodge City jako Dingo / Cal Strom Jr.
- 1966: Doktor Kildare jako Richard Ross
- 1966: The Time Tunnel jako Marco Polo
- 1966: Strzały w Dodge City jako Virgil Stanley
- 1967: Bonanza jako Steven Friday / Blas
- 1967: Ironside jako Carter
- 1967: Strzały w Dodge City jako Pedro Manez
- 1969: Bonanza jako szef Jocova
- 1970: Ironside jako Eric Saginor
- 1972: Kung Fu jako Raven
- 1973: Ulice San Francisco jako Vince Hagopian Jr.
- 1974: The Six Million Dollar Man jako major Frederick Sloan
- 1974: Banaczek jako Harry Harland
- 1975: Strzały w Dodge City jako Gristy Calhoun
- 1976: Wonder Woman jako kapitan Horst Radl
- 1976: Starsky i Hutch jako Rene Nadasy
- 1976: The Six Million Dollar Man jako Nedlick
- 1979: Hawaii Five-O jako Harry Clive
- 1982–1988: Falcon Crest jako Tony Cumson
- 1982–1984: Dynastia jako Rashid Ahmed
- 1983: Drużyna A jako Martin James
- 1983: Hardcastle i McCormick jako Martin Cody
- 1984: Napisała: Morderstwo jako Jerry Lydecker
- 1984: Magnum jako Ed Russler
- 1984: Masquerade jako Joey Savane
- 1985: Drużyna A jako Kalem
- 1985–1986: Inny świat jako Edward Gerard
- 1987: Nowa seria Alfred Hitchcock przedstawia jako Garth December
- 1988: Napisała: Morderstwo jako Marco Gambini
- 1991: Matlock jako John Franklin
- 1992: Lucky Luke jako mężczyzna w czerni
- 1994: Napisała: Morderstwo jako Bernardo Bonelli
- 1994–1995: Melrose Place jako Henry Waxman
- 1996: Legendy Kung Fu jako Straker
- 2005: CSI: Kryminalne zagadki Las Vegas jako Walter Gordon
- 2006: Mistrzowie horroru jako Jeb „Pa” Jameson